# Alfredo Prieto Zenteno
Alfredo Prieto Zenteno (Santiago, 16 de diciembre de 1846-ibidem, 1 de diciembre de 1930) fue un político conservador chileno.

## Primeros años de vida
Era hijo de José María Prieto Cruz y Enriqueta Zenteno Gana, era nieto del militar y político patriota José Ignacio Zenteno del Pozo Silva. Realizó sus estudios en el Instituto Nacional. Al egresar, se desempeñó como funcionario de la Municipalidad de Santiago.
Se casó con Josefina Alcalde Reyes y tuvieron un hijo Alfredo Prieto Alcalde; y en segundo matrimonio, con Josefina Echaurren González, tuvieron dos hijos: Arturo Prieto Echaurren y a Jorge Prieto Echaurren.

## Vida pública
Miembro del Partido Conservador. Fue nombrado Gobernador de Lontué (1876-1880) e Intendente de Llanquihue (1881-1885).
Inspector del Ministerio de Hacienda (1887-1890) y Director del Tesoro (1890) y Subsecretario de Guerra (1891).
Elegido Diputado por Osorno y Carelmapu (1891-1894). Participó de la comisión permanente de Hacienda e Industrias.
Su hogar fue arrasado el 29 de agosto de 1891 y se asiló en la Legación de Estados Unidos por espacio de un mes. Figuró luego de aquello en la reorganización de las fuerzas liberales democráticas, llegando a ser miembro del directorio de la colectividad.
Administrador de la empresa de agua potable de Santiago (1897).